# Шайтанка (приток Кети)
Шайтанка — река в России, протекает в Красноярском крае. Устье реки находится в 1208 км по правому берегу реки Кеть. Длина реки составляет 54 км, площадь водосборного бассейна 266 км². Притоки — Глубокий и Новый.

## Данные водного реестра
По данным государственного водного реестра России относится к Верхнеобскому бассейновому округу, водохозяйственный участок реки — Кеть, речной подбассейн реки — бассейн притоков (Верхней) Оби от Чулыма до Кети. Речной бассейн реки — (Верхняя) Обь до впадения Иртыша.